# Hillary Clinton
Hillary Diane Rodham Clinton, născută Hillary Diane Rodham, (n. 26 octombrie 1947, Chicago, Illinois, SUA) a fost din 2009-2013 secretar de stat în administrația Barack Obama, a fost senator de New York în Senatul Statelor Unite ale Americii din partea Partidului Democrat din 2001 până în 2009. Hillary Clinton este căsătorită cu Bill Clinton, cel de-al patruzeci și doilea președinte al Statelor Unite ale Americii (între anii 1993 și 2001). Hillary Clinton este de profesie avocat.
A participat la alegerile prezidențiale americane din 2016, dar a fost învinsă de republicanul Donald Trump.
S-a implicat direct în luarea deciziilor politice în timpul mandatului soțului său. A fost conducătoarea comitetului care a propus Planul de îngrijiri medicale Clinton, care nu a fost adoptat de către Congres. A inițiat de asemenea Programul de asigurări de sănătate pentru copii precum și a Actului de adopțiuni ale copiilor.
În 2000 Clinton a fost aleasă în Senatul Statelor Unite înlocuindu-l pe Daniel Patrick Moynihan, devenind singura soție de președinte care a candidat pentru o funcție publică și prima femeie care a reprezentat New York-ul. Ea a fost realeasă în anul 2006. Ca senator, face parte din Comitetul serviciilor armate, Comitetul Mediului și Lucrărilor Publice, Comitetul Sănătății, Educației, Muncii și Pensiilor, precum și în Comitetul special asupra îmbătrânirii. Pe 20 ianuarie 2007 ea și-a anunțat în cadrul website-ului personal, HillaryClinton.com, intenția de a candida pentru președinția Statelor Unite ale Americii în cadrul alegerilor prezidențiale din anul 2008, dar a pierdut alegerile interne din Partidul Democrat în favoarea viitorului președinte Barack Obama, care a numit-o apoi secretar de stat în cabinetul său.
Publicația Time a considerat-o una dintre cele mai influente femei ale secolului al XX-lea.

## Galerie

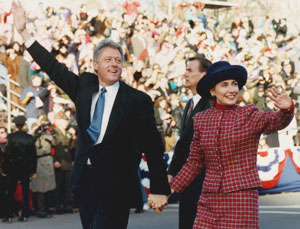
Bill și Hillary Clinton la Parada Inauguratoare, 1993
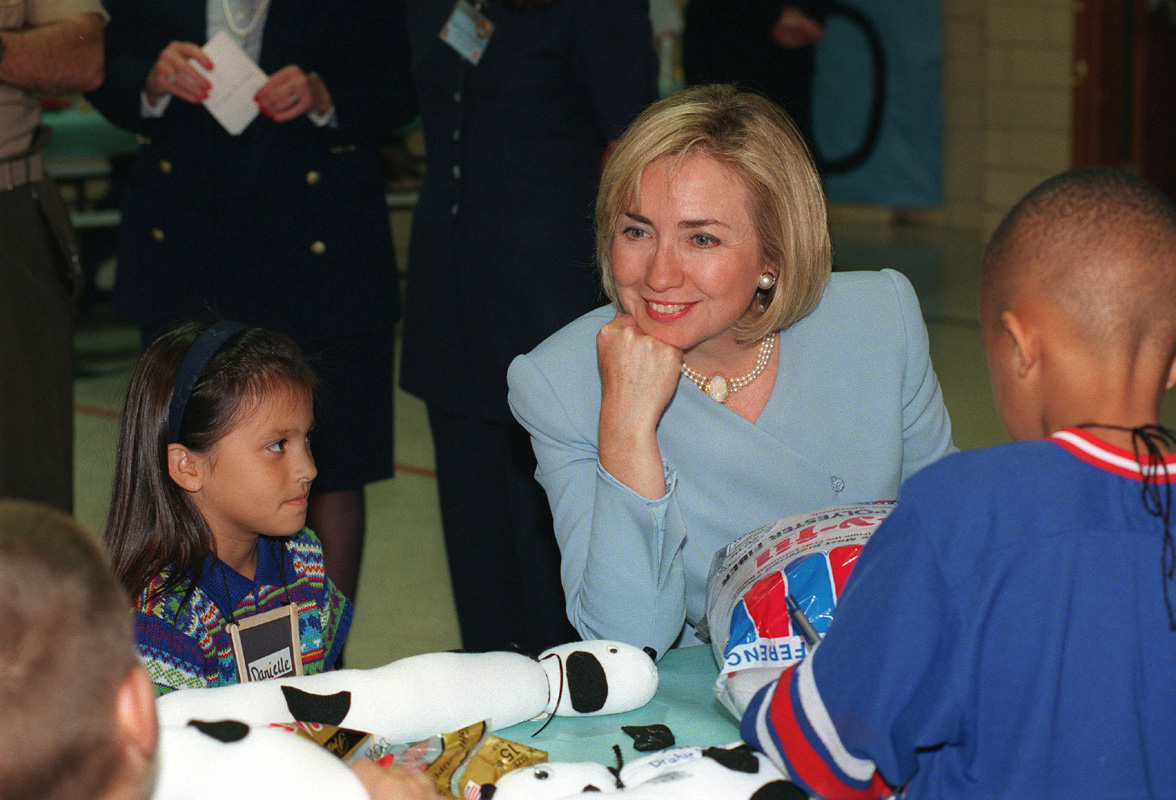
Prima-doamnă Hillary Clinton vizitând South Miami Hospital, 1997
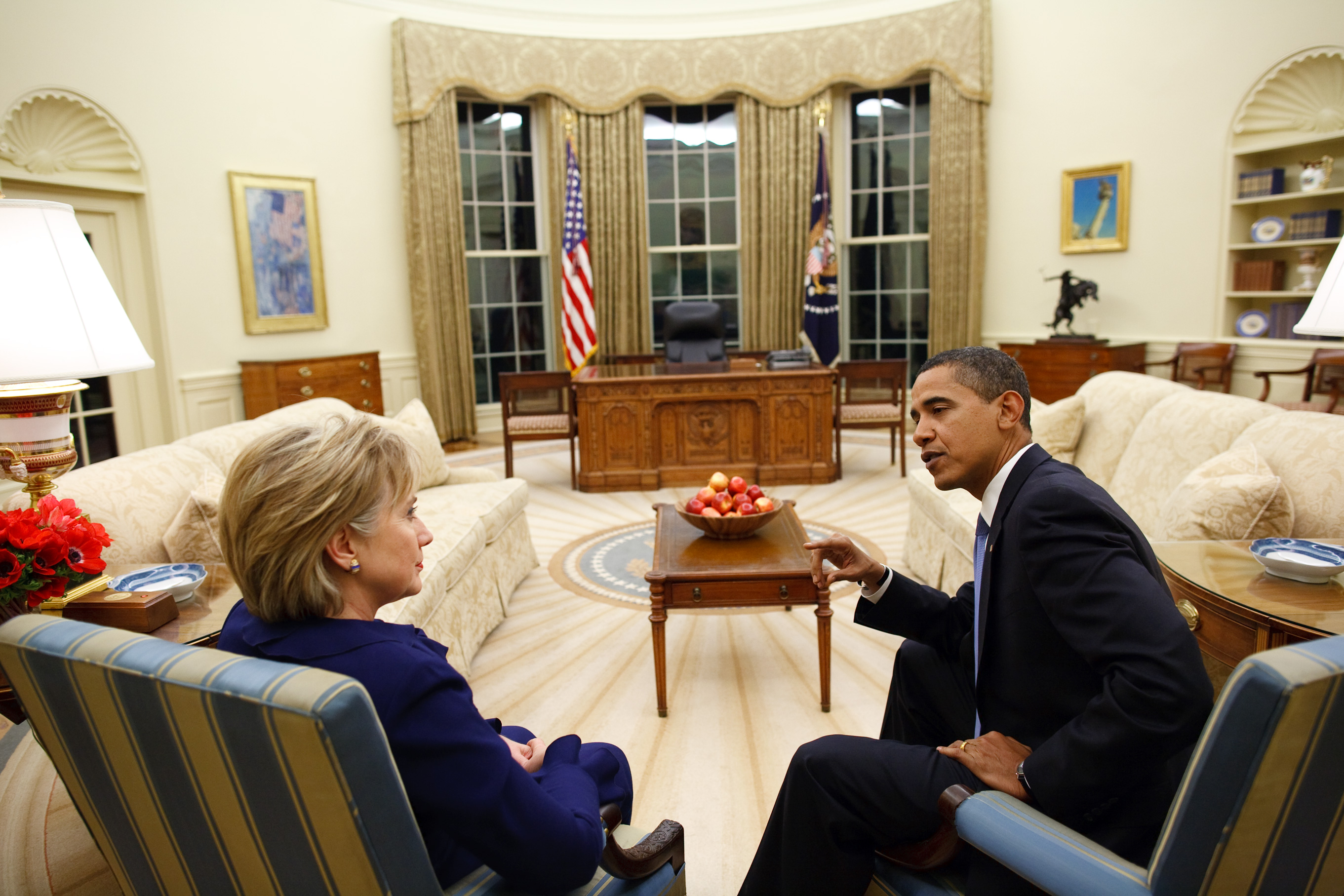
Președintele Barack Obama discutând cu Secretarul de Stat Hillary Clinton în Biroul Oval, 2009